# Mahmud Umarov
Mahmud Umarov (în rusă Махмуд Умаров; n. 10 septembrie 1924, Alma-Ata, RSFS Rusă, URSS – d. 25 decembrie 1961) a fost un trăgător de tir ce a reprezentat Uniunea Republicilor Sovietice Socialiste, medaliat olimpic. A participat la 2 ediții ale Jocurilor Olimpice (1956, 1960) în care a câștigat două medalii de argint.